# Вор-карманник

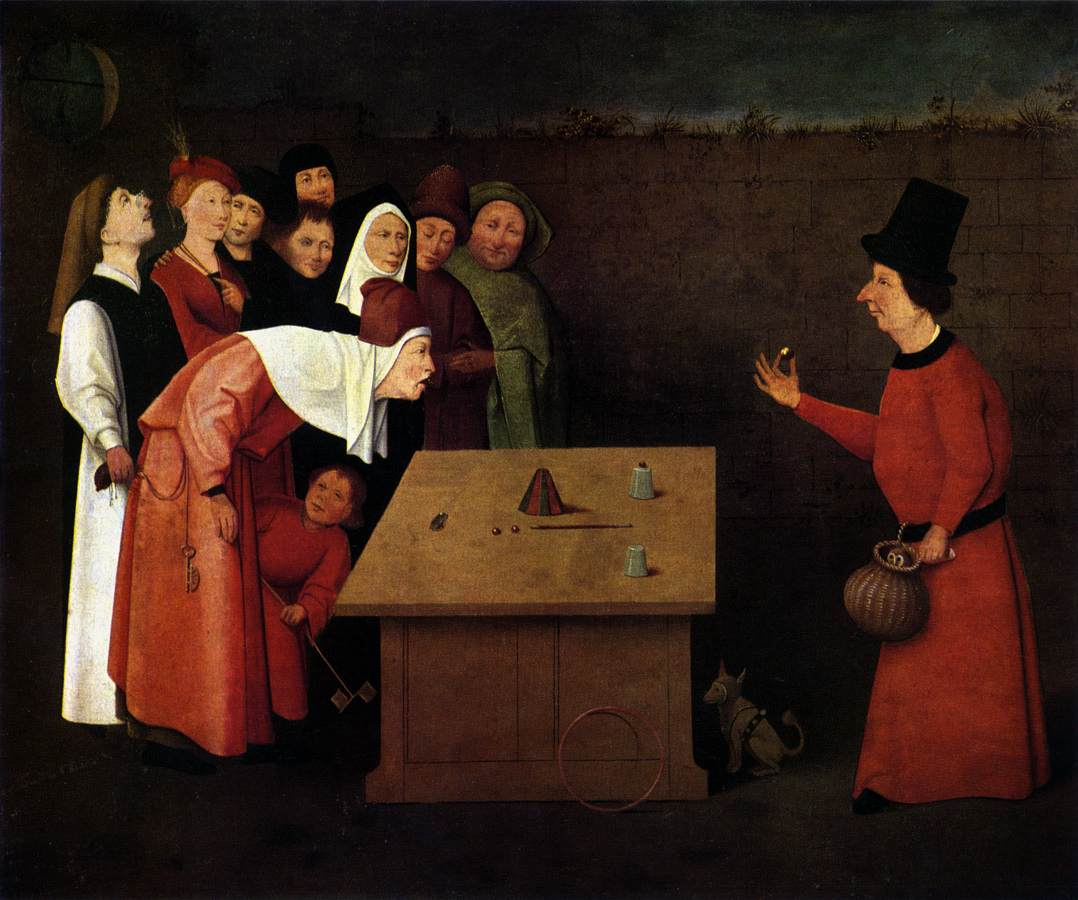
«Фокусник» (художник — предположительно Иероним Босх). Картина изображает фокусника, манипулирующего чашками и шариками, как это практикуется со времен Древнего Египта. Игра в напёрсток происходит от этого старинного фокуса. На переднем плане вор-карманник, который работает на фокусника — обворовывает зрителя, который наклонился, чтобы лучше разглядеть манипуляции фокусника.

Вор-карма́нник (варианты — карманный вор, сленг — карманник, щипач) — преступник, специализирующийся на кражах из карманов либо сумок, находящихся непосредственно при потерпевшем.

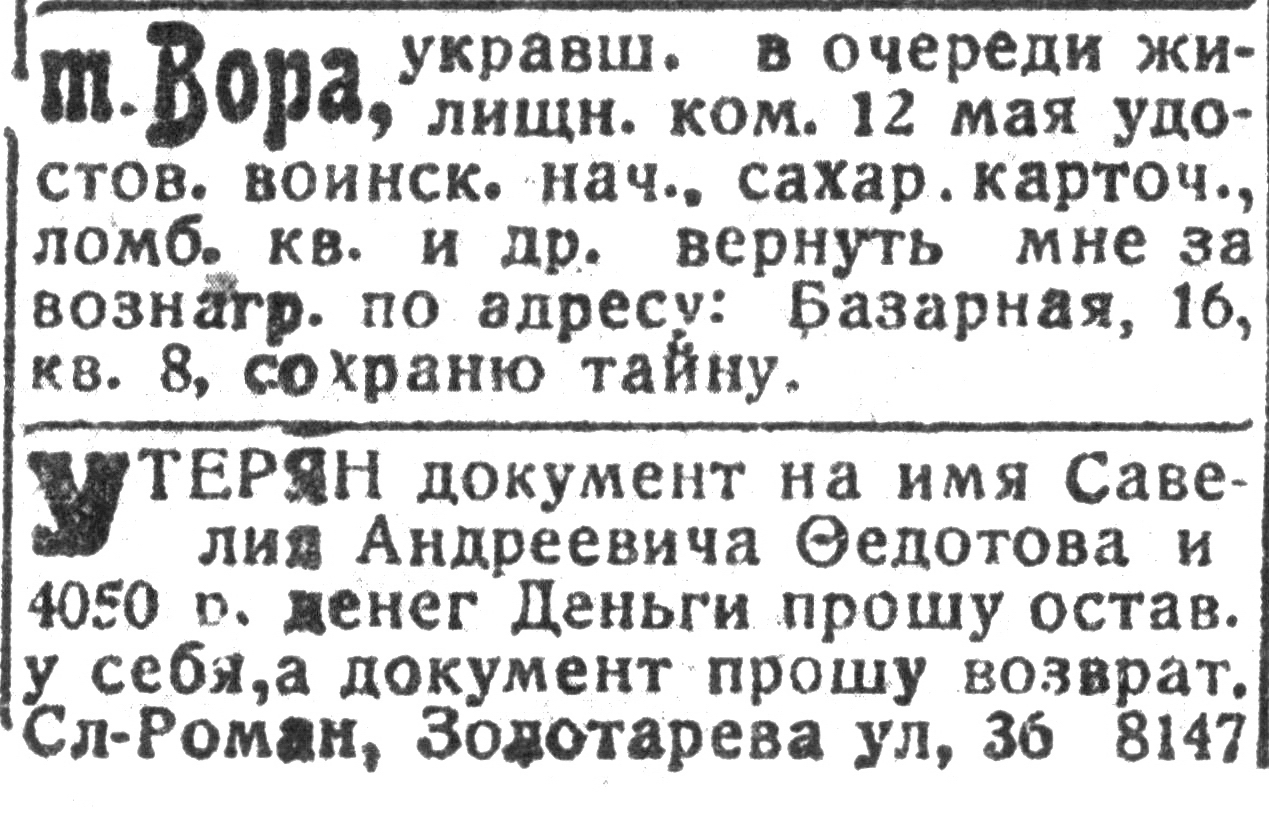
Прошу товарища Вора…

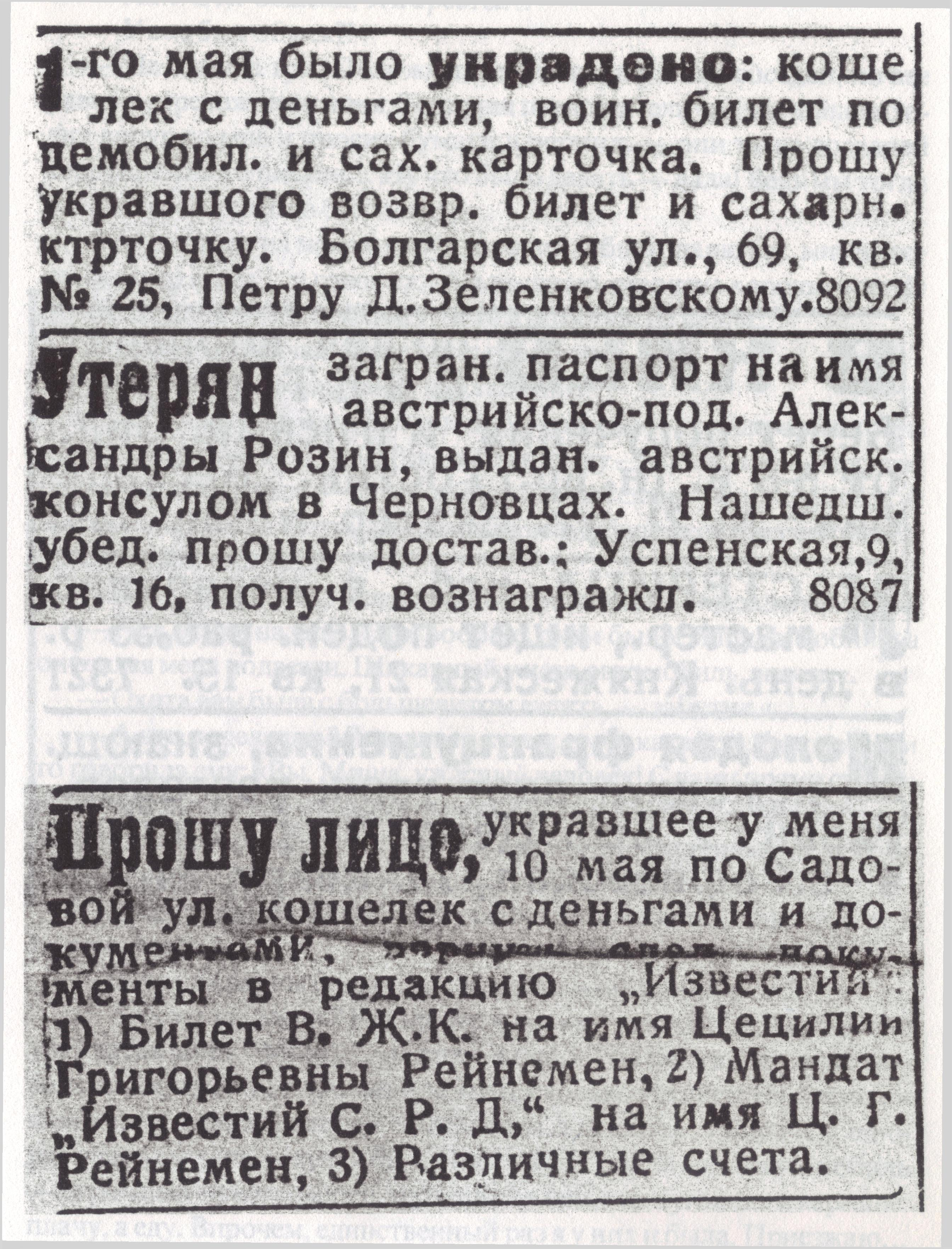
Просьбы к одесским карманникам вернуть документы. Май 1919 года.

## Понятие карманной кражи в уголовном законодательстве России
В Российской Федерации карманная кража признается преступлением по части 2 статьи 158 Уголовного кодекса РФ. Карманную кражу современное уголовное законодательство определяет как тайное хищение чужого имущества из одежды, сумки или другой ручной клади, находящейся при потерпевшем.
Карманная кража относится к преступлениям средней тяжести с максимальным наказанием в виде лишения свободы на срок до пяти лет. Уголовная ответственность за совершение карманных краж наступает с 14-летнего возраста.
Для выявления и пресечения карманных краж в составе подразделений криминальной полиции МВД России действуют специализированные отделы (отделения, группы) по борьбе с карманными кражами.
Существуют специальные воровские способы разрезания сумок и карманов, которые называются «конверт», «уголок», «верхушка». Сумки разрезают снизу вверх.

## Карманные воры в России 19—20 веков
В России, как и в любом государстве, существовали воры-карманники. Нет точного упоминания о точном времени и месте задержания первого карманного вора. Царская полиция располагала штатом сотрудников, называемых филёрами, входившими в штат сыскной полиции. Отбор в филёры был жёстким, потому что режим работы был очень тяжёлым. Филёры противостояли карманным ворам, борясь с ними всеми разрешёнными законом способами. Руководство МВД царской России выходило с ходатайством перед Императорами России о присвоении филёрам титулов, денежном вознаграждении за работу по борьбе с ворами. Сами воры часто прибегали к услугам младшего криминального сословия (жарг. босота) для выявления филёров, выходящих из административных зданий, полицейских участков, дабы знать их в лицо. В сыскной полиции была заведена специальная картотека на задержанных и осуждённых карманников. Каждый сыскарь, как и вор, специализировался на своём участке. Это нужно для более детального знания криминальной обстановки.
Многие города тогдашней России спорили между собой за право называться «воровским городом». В тюрьмах воры рассказывали друг другу о различных способах краж, отсюда рождались так называемые «байки». По данным царской полиции, среди карманных воров существовало несколько специализаций. Многие воры-карманники в преклонном возрасте организовывали «школы», в которых обучали детей своему ремеслу. Контингент был, как правило, из бедноты. Опытные воры смотрели за поведением подрастающего поколения, выбирая лучших для дальнейшего детального обучения. «Ученики» сдавали «экзамены», сначала тренируясь в «школе», потом наставник наблюдал за ними «в деле». Хотя не все становились высококлассными специалистами, тут не требовалось отчёта о проделанной работе. Такие «школы» существовали практически во всех крупных городах. Многие воры тех времён носили кепки — картуз, с внутренней стороны которой была игральная карта. При встрече с представителем криминального мира уголовник в знак приветствия снимал картуз, показывая карту, или «масть». Туз означал вор, отсюда и значение «воровская масть». По негласным и неписаным правилам, вор-карманник не должен работать, убивать и грабить, совершать действия насильственного характера, не воровать у своих, не служить государству, вести аскетический образ жизни, не иметь семьи; но чёткого свода правил не существовало. Существовали «байки» о ворах-карманниках, они передавались из уст в уста, но не имели документального подтверждения. Ошибочно полагать, что Сонька-Золотая ручка или Лёнька Пантелеев были ворами. Первая была мошенницей, а второй налётчиком, что не давало им права называться ворами, так как они были из низшей криминальной сферы.

## Карманники в СССР
После февральской революции 1917 года из тюрем были выпущены практически все уголовники. Временное правительство полагало, что узники царского режима должны быть свободны. Воры-карманники, используя различные ухищрения, уничтожали архивы. После прихода к власти большевиков и создания милиции новое правительство столкнулось с проблемой воровства имущества у граждан. Но большинство потерпевших было бывшими дворянами, что не находило особого сочувствия у большевиков, при существовании лозунга «Грабь награбленное!» воров прощали под «честное революционное слово». Во время гражданской войны возникла крайняя необходимость создания органа по борьбе с воровством. 5 октября 1918 года был подписан Указ о создании Московского уголовного розыска. Но воровское сословие чувствовало себя спокойно — часть бывших филёров покинула Россию, часть погибла, бороться с ворами в Советской России было практически некому. Правительство молодой республики было вынуждено прибегнуть к помощи бывших филёров. При МУРе был создан так называемый «летучий отряд» для борьбы с карманниками. Постепенно стали восстанавливаться архивы и картотеки. Опыт филёров пришелся как нельзя кстати. Но парадоксальная ситуация, предпринимавшаяся Совнаркомом, далее - Правительством СССР, приводила к росту краж. Так, в первые годы Советской власти было небольшое количество трамвайных маршрутов и филёры знали всех «работающих» воров; увеличение маршрутов приводило к росту краж и увеличивало количество воров. НЭП привёл к появлению зажиточных граждан, которые стали объектами карманников. Потом для блага советских граждан строилось метро, появятся электрички, а воры осваивали для себя новое поприще. Тяжелее всего приходилось работникам угрозыска. После приобретения должного опыта многих филёров стали увольнять с работы. В выигрыше опять остались уголовники. Появление новых трамвайных маршрутов прибавило всем работы. В конце 20-х годов И. В. Сталин получил сообщение о ситуации с бандитизмом и воровством. Полученные данные не привели его в восторг, сотрудникам ОГПУ и милиции было дано распоряжение на уничтожение воров и бандитов как злейшего врага СССР. По неофициальным данным, в результате облав, рейдов и прочих мероприятий в СССР было уничтожено более 100 тыс. воров, причем особо опасных уничтожали сразу, остальных сажали в лагеря. По негласным воровским законам, вор не должен работать. Так как основным «орудием» карманника являются ловкость рук, которую легко можно было потерять при строительстве Беломорканала или ДнепроГЭСа, воры предпочитали вести неповиновение (жарг. отрицалово). Руководство ГУЛАГов также не сидело без дела. Выражение «гнуть пальцы» не означает показывать своё превосходство, это воровской жаргон, подразумевающий тренировку пальцев, дабы не терять квалификацию. Зная об этом, начлаги ломали пальцы ворам. Во время войны, когда большая часть работников милиции ушла на фронт, воровство процветало. Воровали деньги и хлебные карточки, ценности. Но улучшение обстановки на фронте способствовало возвращению квалифицированных оперативников. Также были случаи, что воры добровольно шли в штрафники. После войны руководство страны опять отдало негласное распоряжение о борьбе с бандитизмом и воровством всеми способами. Большая часть карманников вновь отправилась в тюрьмы. Смерть Сталина привела к амнистии, что опять прибавило работы милиции. Но умение чётко и грамотно работать привело к быстрому искоренению воров-карманников. Нельзя сказать что полностью, но эпоха 60-х и 70-х - самая спокойная. Милиция уже стала более мобильной, информированной, к примеру во время Фестиваля молодёжи и студентов в 1956 году в Москву был закрыт въезд, а многочисленные рейды и облавы помогли избежать большого количества краж. В последующем этот опыт пригодился при проведении Олимпиады-80 и Фестиваля 1985 года.
В 1972 году в Московском уголовном розыске («МУР») создан специализированный отдел по борьбе с карманными кражами.
Учёные-криминологи считают, что потерпевшие часто могут рассматриваться как косвенные участники преступления, так как, не совершая определенных действий, не принимая мер предосторожности, граждане повышают степень вероятности стать жертвой преступного посягательства, в том числе и карманной кражи.
Преступления против собственности, совершаемые в общественных местах, являются специфическим преступлением в виктимологическом отношении. Потерпевшими в основном являются женщины (90,9 % от общего числа). Учёные-криминологи утверждают, что они проводят в магазинах, на рынке, в сферах бытового обслуживания значительно больше времени, чем мужчины, тем самым становятся потенциальными жертвами.

## Воры-карманники в литературе и кинематографе
- Константин Сапрыкин по кличке «Кирпич». Персонаж романа «Эра милосердия» и художественного фильма «Место встречи изменить нельзя». Роль в фильме исполнил Станислав Садальский.
- Пётр Ручников, вор в законе по кличке «Ручечник». Персонаж романа «Эра милосердия» и художественного фильма «Место встречи изменить нельзя». Роль в фильме исполнил Евгений Евстигнеев.
- Паниковский Михаил Самуэлевич — персонаж романа «Золотой телёнок» и художественных фильмов «Золотой теленок» и «Мечты идиота».
- Феджин (Фейгин) — вор-карманник, персонаж романа Ч. Диккенса «Приключения Оливера Твиста».
- Лайнус Колдуэлл — вор-карманник, персонаж американских художественных фильмов «11 друзей Оушена», «12 друзей Оушена» и «13 друзей Оушена». В роли Л. Колдуэлла снялся актер Мэтт Дэймон.
- Марк Шейгауз — один из героев повести А. С. Макаренко «Педагогическая поэма». 16-летний подросток из Одессы прочитал в газете статью «Кузница нового человека» про колонию им. Горького для несовершеннолетних преступников и специально совершил в трамвае карманную кражу, чтобы попасть к А. С. Макаренко.
- «Арест карманника» — первый английский игровой фильм 1895 года и первая в мире кинокартина с криминальным сюжетом.
- «Карманник» — французский художественный фильм 1959 года. В главной роли вора-карманника Мишеля снялся актер Мартин ЛаСалль.
- «Двадцать минут любви» — немой художественный фильм 1914 года. В главной роли вора-карманника — Чарли Чаплин.
- «Цирк» — немой художественный фильм 1928 года. В главной роли — Чарли Чаплин. В роли вора-карманника снялся актер Стив Мерфи.
- «Происшествие на Саут-стрит» — американский художественный фильм 1953 года. В главной роли вора-карманника Скипа Маккоя снялся актер Ричард Уидмарк.
- «Шультес» — российский художественный фильм 2008 года. В главной роли вора-карманника снялся актер Гела Читава.
- «Пасынки восьмой заповеди» — роман Г. Л. Олди 1996 года в жанре исторического фэнтези про семью воров-карманников.
- «В ловушке» — американский художественный фильм 2010 года про молодого вора-карманника гомосексуальной ориентации.

## Галерея

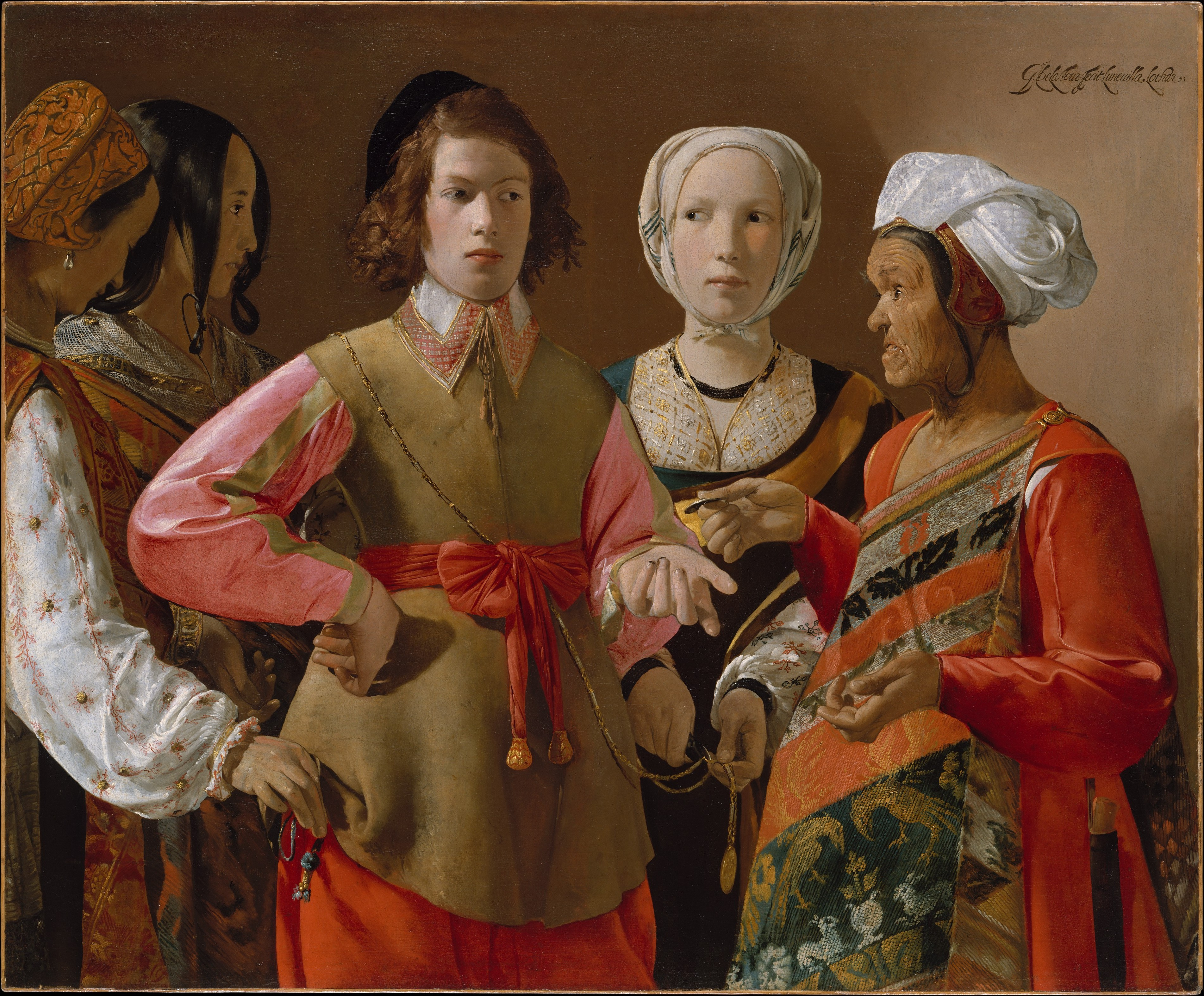
Жорж де Латур, "Гадалка", 1633 г.
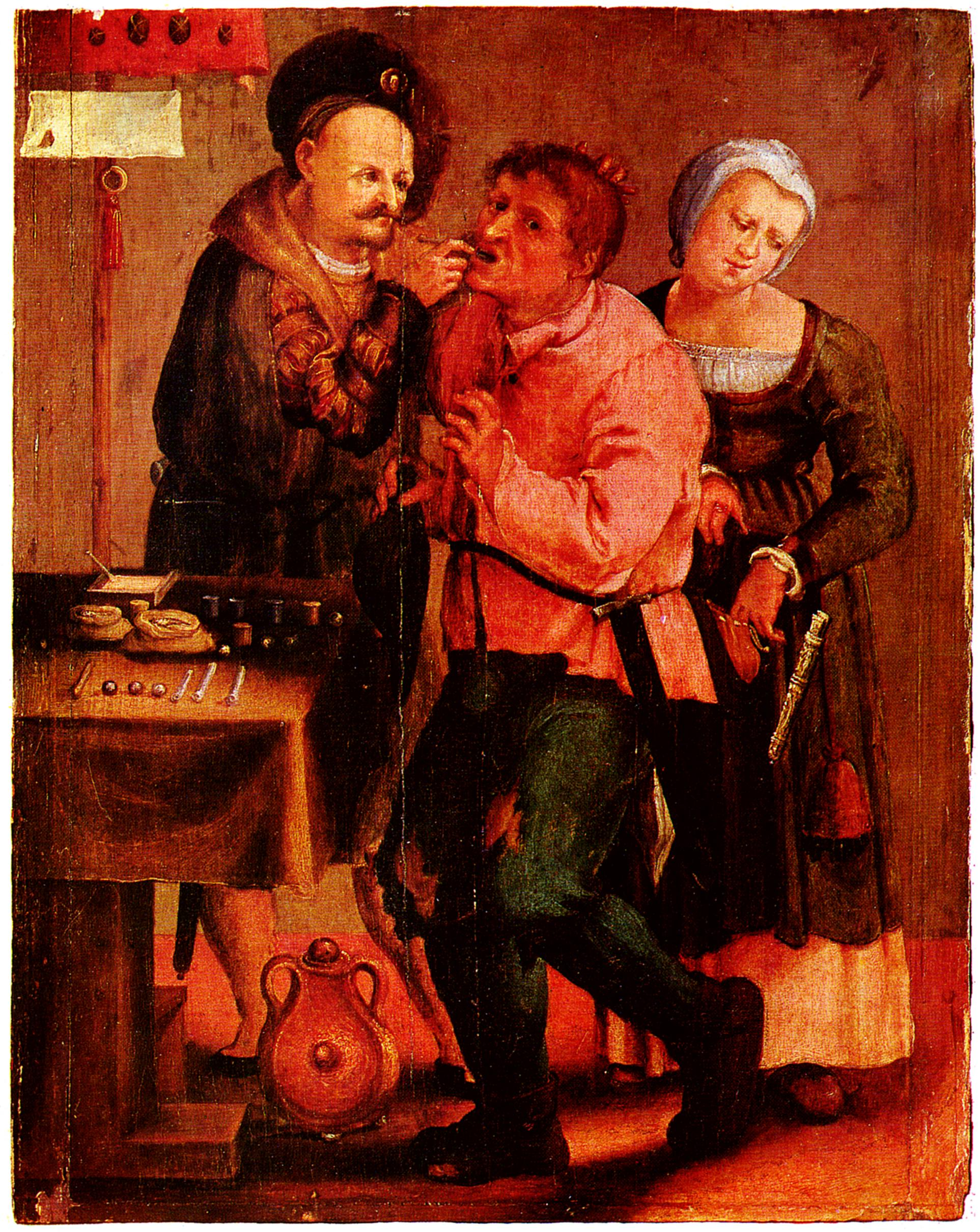
Иоганн Лисс, 1616 г.
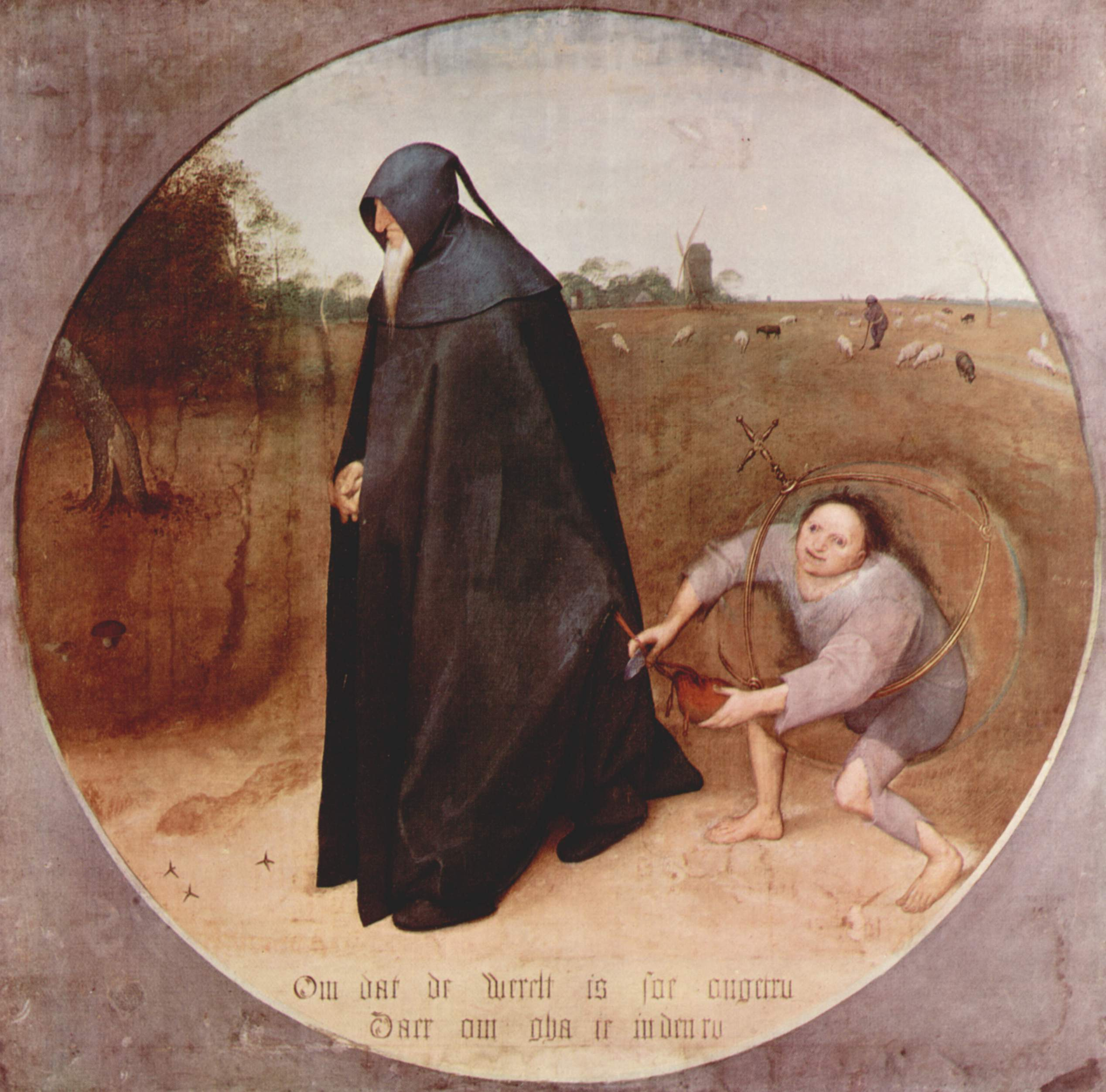
Питер Брейгель Старший, 1568 г.
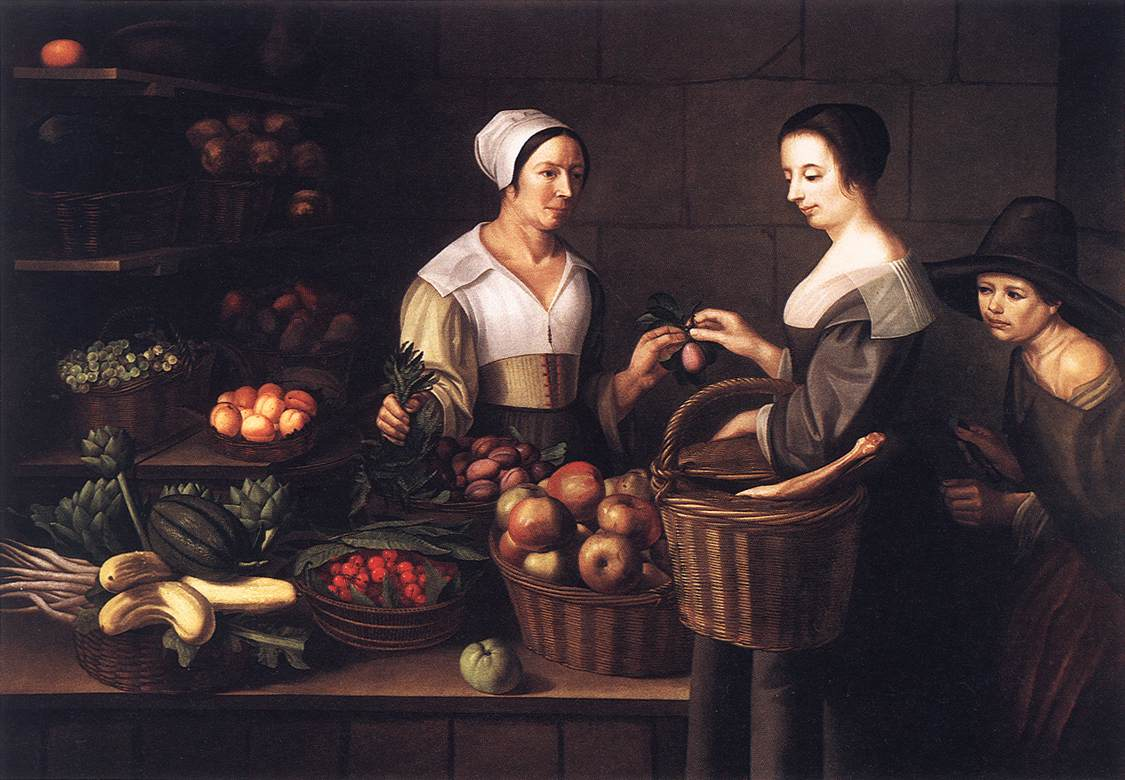
Луиза Муайон, перв. пол. 18 века.
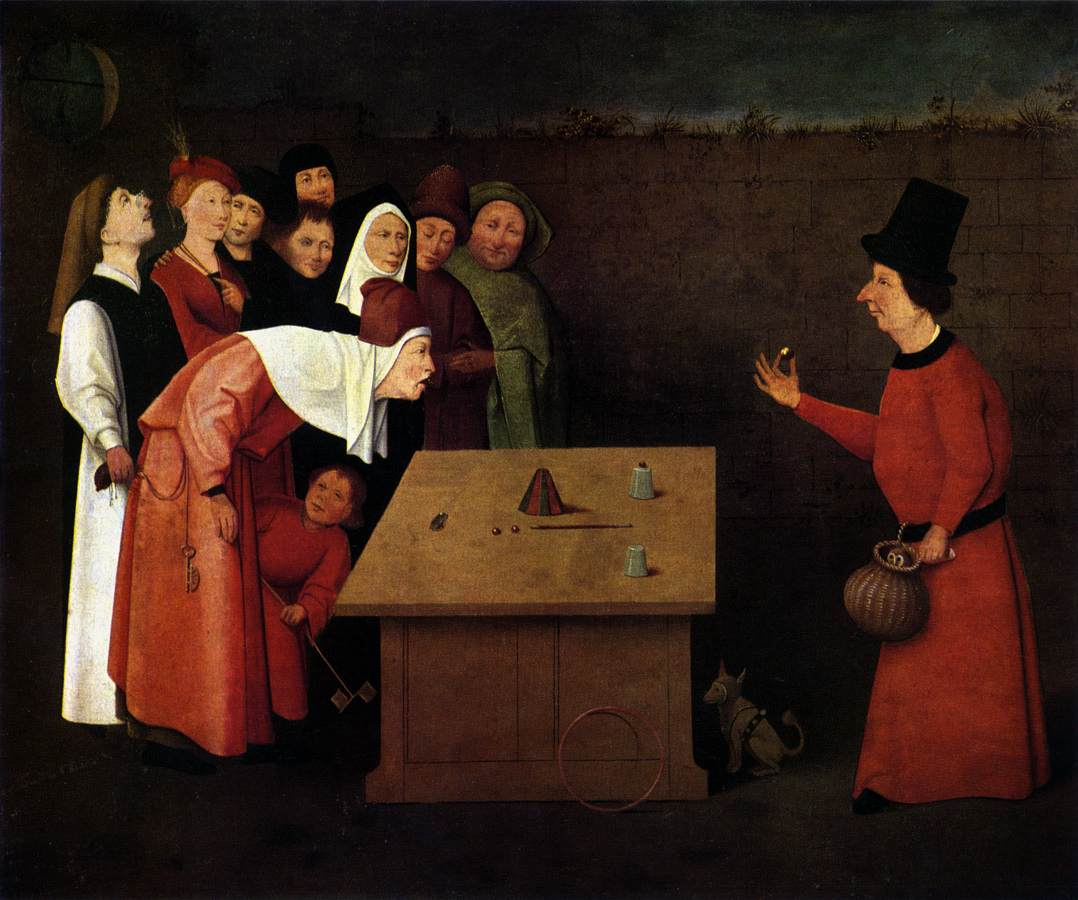
Иероним Босх, "Фокусник", начало 16 века.